# Síndrome de Dandy-Walker
A síndrome de Dandy-Walker é uma malformação congénita que afecta o cerebelo e os fluidos que o rodeiam. As características principais desta síndrome são o alargamento do quarto ventrículo, a ausência completa ou parcial da área entre os dois hemisférios cerebelares e a formação de cistos na base interna do crânio.